# Biliverdin
Das Biliverdin (lateinisch bilis „Galle“, viridis „grün“) ist ein grünes Abbauprodukt des roten Blutfarbstoffes Hämoglobin, genauer gesagt das des Hämatoporphyrins, das zusammen mit Eisen den Häm-Anteil bildet. Es ist Teil des Häm-Katabolismus und Vorstufe des Bilirubins. Der Stoff ist verantwortlich für eine Reihe von Grünfärbungen im Organismus, bis hin zu grünem Blut bei einigen Tierarten.

## Metabolismus
Biliverdin gehört zur Gruppe der Bilatriene. Der Globin-Anteil (ein Eiweiß) wird wieder zu Aminosäuren zerlegt und erneut dem Synthesestoffwechsel zur Verfügung gestellt. Biliverdin ist die Vorstufe des Bilirubins und ist nicht toxisch, sondern wirkt sogar antioxidativ. Es schützt somit die Gefäße und Fettsäuren vor Oxidation. Der Stoff besitzt eine mäßig gute Wasserlöslichkeit und wird teilweise über den Urin ausgeschieden.
Bei Galleausscheidungsstörungen, Leberzirrhose und Hepatitis kommt Biliverdin in höherer Konzentration im Blut vor. Den Abbau dieses Stoffes kann man sehr gut beim Abheilen eines Hämatoms beobachten. Der blaue Fleck färbt sich langsam grün (Biliverdin), später gelb (Bilirubin). Biliverdin ist der Chromophor in bakteriellen Phytochromen, Rotlichtrezeptoren, die auch in Pflanzen vorkommen. Der Ikterus, bekannt als Gelbsucht, kann auch in einer grünen Form als Verdinikterus auftreten, dann meist als Verschlussikterus einer posthepatischen Störung, also nach der Leber.
Der Abbau zum Bilirubin wird von dem Enzym Biliverdin-Reduktase katalysiert.

## Grünfärbung
Durch eingelagertes Biliverdin sind die Knochen des Gewöhnlichen Hornhechts (Belone belone) und der Aalmutter (Zoarces viviparus) grün gefärbt. Auch die Eierschalen des Trauerschnäppers verdanken ihre bläuliche Farbe dem Biliverdin, das in diesem Fall als Indikator für die Vitalität der Mutter gilt.
Eine Art der Skinke in Neuguinea haben eine so hohe Konzentration von Biliverdin im Blut, dass dieses grün erscheint. Der Name der Art Prasinohaema (griechisch für „Grünes Blut“) in der Familie der Sphenomorphinae bezieht sich darauf. Der Samkos bush frog (Chiromantis samkosensis) aus der Familie der Ruderfrösche hat ebenfalls grünes Blut und durch eingelagertes Biliverdin türkise Knochen. Es gibt außerdem grünblütige Fisch-, Wurm- und Egelarten.